# Nevěsta s velkýma nohama
Nevěsta s velkýma nohama je česká pohádka z roku 2002 režírovaná Viktorem Polesným. Byla natočena podle starofrancouzské chanson de geste Berta s velkýma nohama (asi 1275, Berthe aux grands pieds)

## Děj
Pipin, král Francie, je udatný, ale pro svůj malý vzrůst nemůže najít ženu. Jeden z jeho rytířů mu navrhne, aby požádal o ruku uherskou princeznu Bertu, kterou Pipin už jako chlapec obdivoval. Princezna má jednu vadu na kráse, příliš velké nohy. Pošle na námluvy vévodu Akilona, který s sebou vezme svoji nemanželskou dceru Alistu jako doprovod pro princeznu. Princezna Berta se sňatkem souhlasí a vydá se s vévodou Akilonem do Francie. Vévoda Akilon cestou vysadí Bertu uprostřed lesa a přesvědčí Alistu, aby se za Bertu vydávala. Při tom je vidí Renaud, který je rozzlobený na krále. Vévoda Akilon plánuje, že Bertu roztrhají vlci, ale zachrání ji dřevorubec Simon a vezme ji do své chýše. Když se Berta probere, vydává se za komornou na hradě krále Pipina.
Mezitím se na zámku konají oslavy příjezdu uherské princezny. Vévodovi Akilonovi se donese, že v chýši dřevorubce Simona se objevila neznámá dívka. Vévoda se vydá k chýši. Simonova žena se vydá pro vodu v princezniných šatech. Díky tomu si ji vévoda Akilon splete a zabije ji místo princezny. Berta se Simonovi přizná, kdo doopravdy je a Simon ji odvede na Pipinův hrad.
V té době se král už těší na svatební den a zkouší své nastávající její svatební střevíce. Střevíce jsou ale příliš velké a Alista Pipinovi vše přizná. Pipin uspořádá souboj mezi Renaudem a vévodou Akilonem, který v tomto souboji přijde o život. Alistě jsou ostříhány vlasy a je poslána do kláštera. Pipin Renaudovi zlomí meč a pošle ho prosit za odpuštění do Svaté země.
Král se vrací na hrad, kde na něho čeká Simon a princezna Berta. Během svatby Pipin pasuje Simona na rytíře.

## Obsazení
| Filip Čapka        | král Pipin                   |
| Kamila Špráchalová | uherská princezna Berta      |
| Oldřich Navrátil   | uherský král                 |
| Vilém Udatný       | Renaud                       |
| Jiří Štěpnička     | vévoda Akilon                |
| Lenka Krobotová    | Alista, dcera vévody Akilona |
| Jitka Ježková      | Anna                         |
| David Suchařípa    | dřevorubec Simon             |
| Nela Boudová       | žena dřevorubce Simona       |
| Jiří Schmitzer     |                              |
| Václav Vydra       |                              |
| Daniel Margolius   |                              |